# Guayaquil
Guayaquil er Ecuadors største by med 2,1 mio indbyggere (med forstæder 2,9 mio). Byen ligger ved Guayas-floden og har Ecuadors største havn. 
Guayaquil ligger 250 km fra hovedstaden Quito.